# トム・デロング
トム・マシュー・デロング・ジュニア (Thomas Matthew Delonge Jr.) とは、アメリカ合衆国, カリフォルニア州,  パウェイ出身の歌手、音楽プロデューサー、ソングライター、ファッション・デザイナーである。1975年12月13日生まれ。身長は192cm。人気パンクバンド「ブリンク 182」のギタリストおよびボーカル。

## 人物
1975年12月13日生まれ。本名はトーマス・マシュー・デロング（Thomas Matthew Delonge）。高校生の頃、体育の授業中に飲酒をしていたことが発覚し、捕まったことがある。宇宙人やUFOなどの宇宙に関することや歴史に関することに異常なほどの興味を示す一面を持つ。1992年、マーク・ホッパス、スコット・レイナーらと共にブリンク182を結成した。バンド内ではギターおよびボーカルを担当している。マークもボーカルを担当しているが、主にトムが高音域、マークが低音域を担っている。2003年にはSUMMER SONIC参加のため来日している。同バンドで成功を収めると、マークとともにクルージングブランドATTICUS、同系列のシューズブランドMACBETHを設立した。
ブリンク182のサイドプロジェクトとして2001年ボックスカー・レイサーを結成した一方で2005年にブリンク182は活動休止となり、その発端となったのがトム自身の考えや活動によるものといわれているが、公式な発表はない。ブリンク182活動休止と同年2005年にはThe Offspringのドラマー、アトム・ウィラードらと新しくエンジェルズ&エアウェーヴスを結成した。2008年のパンク・スプリングで来日し、同年ワープド・ツアーではヘッドライナーを務めた。ブリンク182自体はマークら残ったメンバーを中心に2009年から活動を再開しており、2015年にはトムも再度メンバーとして復帰するが2018年には再び脱退し、ソロ名義での活動を開始した。ブリンク182結成30周年の節目である2022年、新譜と共に同バンドへの二度目の復帰が発表された。
フェンダーからシグネチャーのストラトキャスターが発売されていたが、後にギブソン社のES-335を使用し始めたために発売が中止された。また、ギブソンとエピフォンからシグネチャーモデルが発売されている。

## エクソポリティクス
エンジェルズ&エアウェーヴスでは、宇宙に関連した曲や映像を制作しているが、トム自身地球外生命体を信じている。彼は、近年は宇宙人やUFOとの遭遇体験を語る活動を積極的に行っている。
UFO関連の著書『Sekret Machines Book 1: Chasing Shadows』を出版。『Science.Mic』のインタビューでは、「UFO研究が、俺がいま人生でやりたいことなんだ」と語っている。
トムは、ライトパターソン空軍基地内研究所の責任者ウィリアム・マッカスランド少将の協力を得て、ロズウェル事件の暴露プロジェクトを進めているという。　

## ディスコグラフィー

### ブリンク 182名義
- Flyswatter (デモ) (1992)
- Demo #2 (デモ) (1993)
- Buddha (デモ) (1993)
- Cheshire Cat (1994)
- They Came to Conquer... Uranus (EP) (1995)
- Dude Ranch (1997)
- Enema of the State (1999)
- The Mark, Tom, and Travis Show (The Enema Strikes Back!) (2000)
- Take Off Your Pants and Jacket (2001)
- Blink-182 (2003)
- Greatest Hits (2005)
- Neighborhoods (2011)
- Dogs eating dogs(2012)

### エンジェルズ・アンド・エアウェーブズ名義
- We Don't Need to Whisper (2006)
- I-Empire (2007)
- Love (2010)
- Love: Part 2 (2011)

### ボックス・カー・レーサー名義
- Box Car Racer (2002)